# Björkeryds naturreservat
Björkeryds naturreservat ligger med Bräkneån i öster och intill Björkeryd i Ronneby kommun
De högre markerna utgörs av betade hagmarker med ek och björk och en rik blomsterflora, där gullvivor och backsippor blommar om våren. De lägre liggande områdena består av regelbundet övervämmade starrmader, där främst sjöranunkel förekommer.